# Elatostema fengshanense
Elatostema fengshanense är en nässelväxtart som beskrevs av Wen Tsai Wang och Y.G.Wei. Elatostema fengshanense ingår i släktet Elatostema och familjen nässelväxter. Inga underarter finns listade i Catalogue of Life.